# Ampleforth
Ampleforth és un poble i parròquia civil al districte de Ryedale a North Yorkshire, Anglaterra, 42km al nord de York. El poble està situat a la vora del Parc Nacional North York Moors. La parròquia tenia 883 habitants segons el cens de 2001, que va augmentar a 1.345 en el cens de 2011, i inclou la Universitat d'Ampleforth. El nom Ampleforth significa el ford on l'agrella creix.